# Økonofysik
Økonofysik er et tværfagligt område, hvor metoder og modeller fra fysikken bruges til at løse problemer inden for økonomi. Typisk beskæftiger økonofysikere sig med stokastiske processer og ikke-lineær dynamik. Inden for finansmarkedet kaldes økonofysik også for statistisk finansiering.
Tæt relateret til økonofysik er sociofysik, der fokuserer på sociologiske problemstillinger. Blandt de teoretiske retninger inden for økonomi kategoriseres økonofysik som heterodoks.

### Forelæsninger
- Economic Fluctuations and Statistical Physics: Quantifying Extremely Rare and Much Less Rare Events, Eugene Stanley, Videolectures.net
- Applications of Statistical Physics to Understanding Complex Systems, Eugene Stanley, Videolectures.net
- Financial Bubbles, Real Estate Bubbles, Derivative Bubbles, and the Financial and Economic Crisis, Didier Sornette, Videolectures.net
- Financial crises and risk management, Didier Sornette, Videolectures.net
- Bubble trouble: how physics can quantify stock-market crashes, Tobias Preis, Physics World Online Lecture Series Arkiveret 30. december 2011 hos  Wayback Machine